# Ancien tramway de Strasbourg
Ne pas confondre avec le tramway de Strasbourg.
L'ancien tramway de Strasbourg était un réseau de tramway ayant fonctionné de 1878 à 1960. Il comportait un réseau urbain desservant la capitale alsacienne et son agglomération ainsi qu'un réseau suburbain desservant plusieurs communes des deux côtés du Rhin.
Un nouveau tramway circule à Strasbourg depuis 1994.

Carte animée de l'évolution des infrastructures ferroviaires de l'agglomération de Strasbourg, dont celle des anciens et actuels tramways, de 1875 à nos jours.

## Le tramway hippomobile et électrique de 1878 à 1960

### Le réseau urbain
En date du 5 avril 1877, se constitue la « Straßburger Pferde-Eisenbahngesellschaft », c'est-à-dire la Compagnie strasbourgeoise de chemins de fer à traction hippomobile. Elle modifie son nom en « Straßburger Straßenbahngesellschaft », soit Compagnie des tramways strasbourgeois, au 25 avril 1888. À compter du 14 mai 1897, l'équipementier électrique AEG devient le principal actionnaire de la société et le reste jusqu'en 1912, quand la municipalité acquiert les 51 % des actions afin de mieux pouvoir faire respecter les intérêts de la population. L'actuelle Compagnie des transports strasbourgeois (CTS) est issue de cette entreprise de tramways.

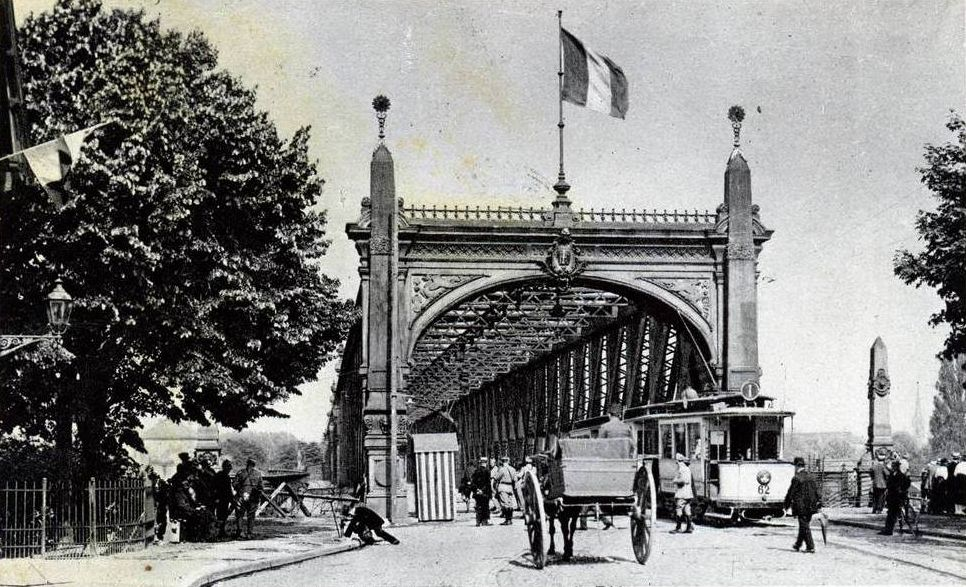
Motrice no 62 de 1898 sur la ligne 1, arrivant de Kehl par le pont du Rhin.

Dès 1848, un système de transports en commun est mis en place à Strasbourg, sur la base de voitures publiques et d'omnibus hippomobiles à impériale tractés par deux chevaux. Le point de convergence du réseau d'omnibus est la place Kléber. L'insuffisance de ces moyens de transport face à la longueur des trajets fait émerger l'idée d'un tramway dès 1872. Sous l'Empire allemand, divers projets sont en concurrence et, en 1877, la « Strassburger Pferde Eisenbahn Gesellschaft » ou Compagnie des tramways à chevaux de Strasbourg reçoit la concession d'un premier réseau à voie normale,.
La construction du réseau est rapidement mise en route et une première ligne du tramway strasbourgeois est ouverte le 22 juillet 1878 entre la porte de Pierre et le pont de Kehl, via la place Kléber. Elle est prolongée vers le nord jusqu'à la commune voisine de Hœnheim trois mois plus tard. D'autres lignes complètent progressivement le réseau : la ligne de Koenigshoffen en mai 1880, suivie en mars 1883 de celle de la Robertsau. Enfin, une quatrième ligne est ouverte en 1885, entre la place Kléber, Neudorf et Neuhof, tandis que la ligne de Koenigshoffen est prolongée jusqu'à la commune limitrophe de Wolfisheim. En 1886, lors de la construction de la ligne vers Graffenstaden, la voie métrique est appliquée pour la première fois. Cette ligne marque également le point final de la première période d'extensions,.
Les voies des premières lignes dans les rues de la ville étaient disposées de manière centrale mais les militaires exprimèrent rapidement leur mécontentement et exigèrent une installation latérale des voies. Les voies installées au milieu des rues furent alors démontées et réinstallées sur les côtés latéraux.
Les lignes sont à l'origine à traction hippomobile dans le centre-ville. Cependant, dès la conception du réseau, ce mode paraît trop lent pour les distances à parcourir ; la traction à vapeur est ainsi adoptée sur les tronçons périphériques afin d'accélérer les relations. À l'intérieur des fortifications, les voitures sont tractées par des chevaux et, sur les sections de banlieue, des locomotives à vapeur livrées par la SLM Winterthur, chauffées au coke, prennent la relève. Le changement de traction s'effectue place de Pierre pour Hœnheim, place Blanche pour Wolfisheim, avenue de la Marseillaise pour la Robertsau et place d'Austerlitz pour Neuhof et le pont du Rhin,.

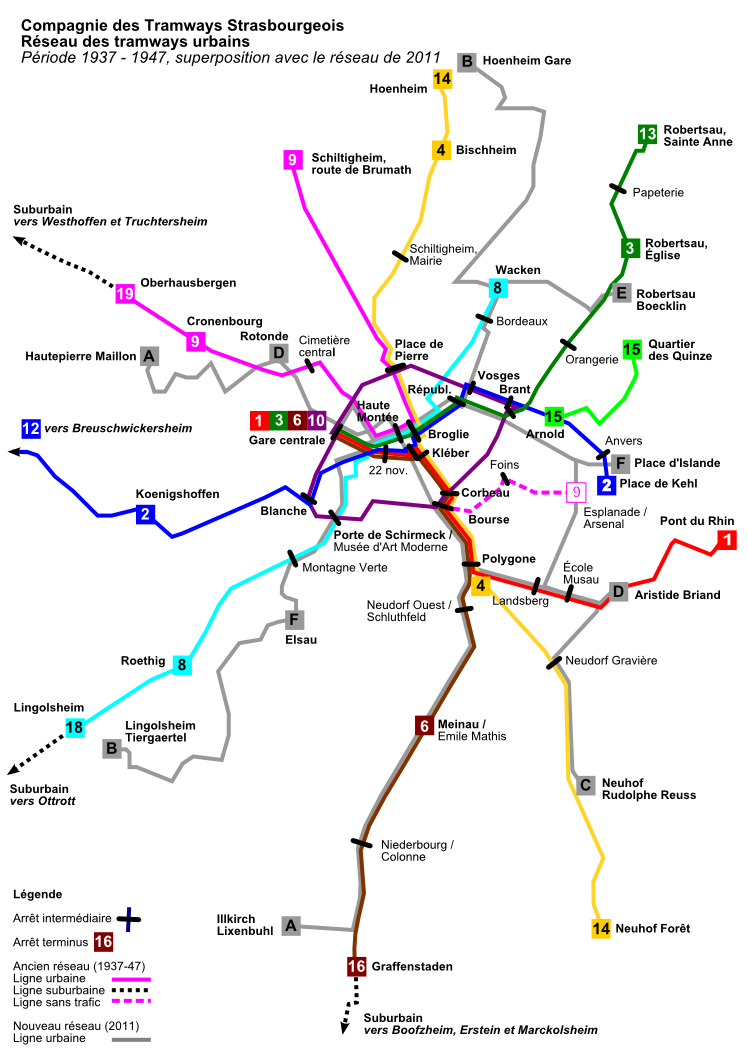
Le réseau des tramways urbains de 1937-1947, comparé au réseau de 2011.

Le marché pour l'électrification du tramway hippomobile est remporté par la AEG en date du 14 décembre 1894. Dans un premier temps, il est prévu de convertir trois sections de ligne à la traction électrique tout en maintenant la voie normale. Ainsi, l'extension vers Kehl inaugurée le 14 mars 1896 à la suite du remplacement du pont flottant par un pont fixe (ancêtre du pont de l'Europe actuel) fait toujours recours à la voie normale. Toutefois, la coexistence d'un réseau urbain à voie normale avec un réseau rural à voie métrique pose des problèmes croissants pour l'exploitation. Il est en conséquence décidé de reconstruire le réseau urbain à voie métrique. En mai 1897, l'AEG, en tant que nouvel actionnaire principal de la compagnie des tramways, donne son aval pour la modification de l'écartement et l'électrification de l'ensemble du réseau urbain, ce qui équivaut à une reconstruction à part entière. La ligne de Kehl toute récente est reconvertie dès l'année suivante. Avant l'année 1900, la mise à voie métrique et l'électrification sont terminées en centre-ville. En 1900 et 1901, de nouvelles lignes vers le quartier de Cronenbourg et les communes voisines de Lingolsheim et Breuschwickersheim entrent en exploitation, tandis qu'une ligne circulaire (« Rundbahn ») est mise en service en centre-ville. L'extension du réseau continue jusqu'en 1913, puis son développement est interrompu à l'éclatement de la Première Guerre mondiale.
Outre le transport des voyageurs, le réseau connait également un important trafic marchandises et même un service de tramways postaux.

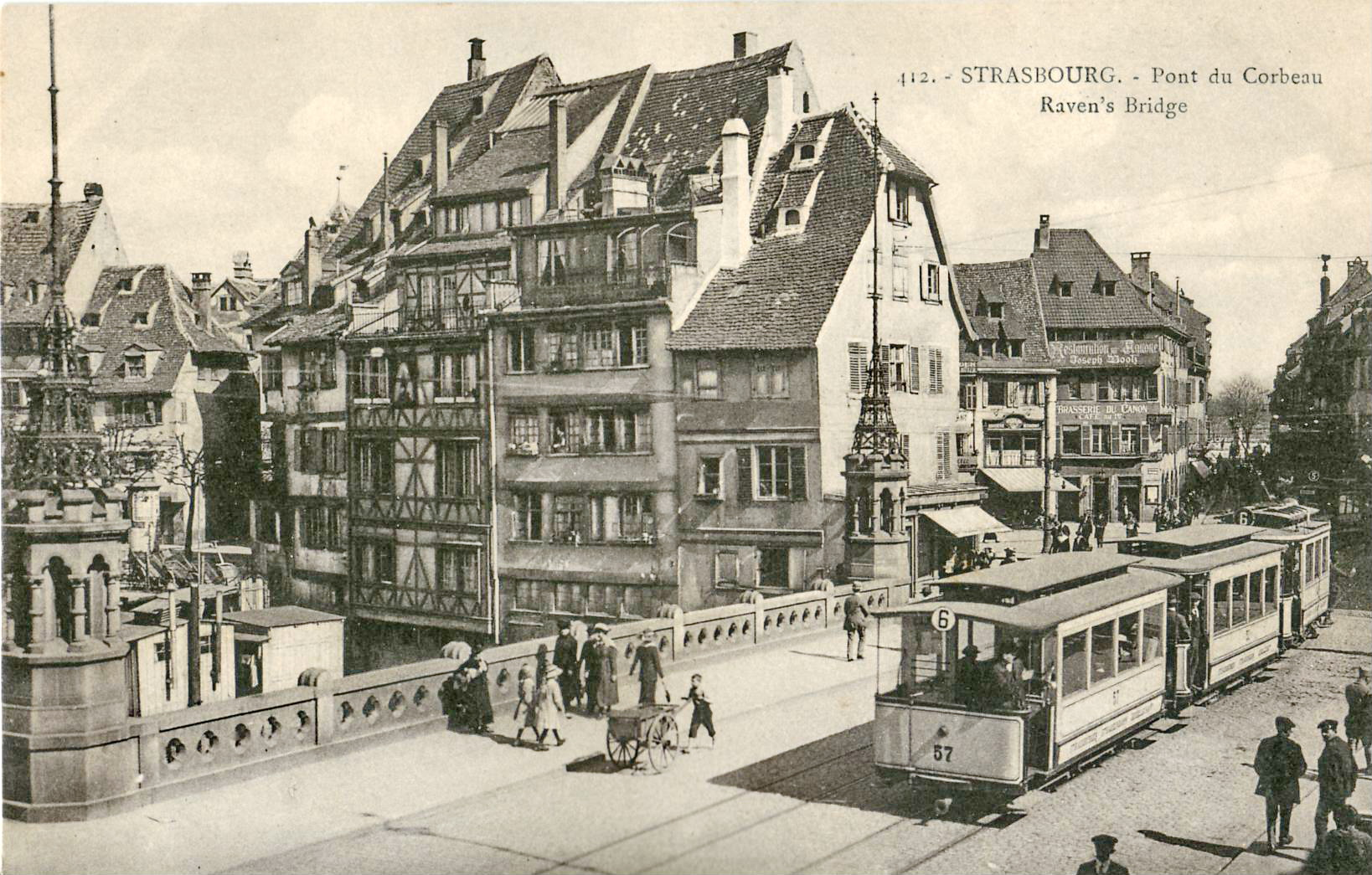
Tramway de la ligne 6 sur le pont du Corbeau.

Avec la fin de la guerre en novembre 1918, l'Alsace-Moselle redevient française, ce qui ne va pas sans poser de nombreux problèmes administratifs. Les actions détenues par l'AEG sont placées sous séquestre et la compagnie devient de fait une régie, renommée en Compagnie des tramways strasbourgeois (CTS). Le Rhin marquant de nouveau la frontière franco-allemande, La desserte de Kehl est supprimée entre 1918 et 1920 (date incertaine) tandis que les lignes du réseau situées sur la rive droite, d'une longueur de 95 km, sont cédées à la république de Bade en 1922. Dès la fin de la guerre, le réseau urbain reprend son extension. En effet, dès 1919, la CTS parvient à ouvrir deux courtes lignes nouvelles. En 1923, le quartier septentrional de Wacken est raccordé au réseau. La dernière extension d'envergure est la ligne pour la route de Brumath à Schiltigheim ouverte en 1927. Le réseau urbain se compose alors de dix lignes transversales ainsi qu'une ligne de ceinture, suivant les quais au sud et les boulevards. Un an plus tard, la première ligne d'autobus fait son apparition, ayant comme destination Wingersheim. En 1930, Strasbourg compte 170 000 habitants et le tramway connaît son apogée. Un nouveau dépôt principal et un atelier central entrent en service à Cronenbourg (toujours en service en 2011). Les 234 km d'itinéraire du tramway, répartis entre 83 km de lignes urbaines et 151 km de lignes suburbaines, assurent plus de cinquante-cinq millions de voyages par an, dont 2,5 millions pour le réseau de banlieue, et relient la ville à Marckolsheim, Truchtersheim, Westhoffen et Ottrott. Mais la même année, l'autobus commence à concurrencer les lignes rurales, tandis que l'automobile connaît un important développement. À la suite de plusieurs petites extensions, le réseau urbain atteint son extension maximale de 82,7 km en 1937. Finalement, un troisième moyen de transport complète les transports urbains de Strasbourg avec le trolleybus à partir du 27 mai 1939, qui circule sur une ligne navette desservant la commune d'Ostwald.
Au début de la Seconde Guerre mondiale, le 2 septembre 1939, l'exploitation du service des voyageurs est suspendue avec l'évacuation des habitants de la ville. Le trafic reprend en août 1940 avec l'occupation allemande. En raison de la pénurie d'essence et de pneus, le tramway devient le seul réseau urbain disponible : il assure un trafic intense et transporte 71,5 millions de passagers en 1943.
L'exploitation de la ligne 1 vers le pont du Rhin reprend le 15 août 1941. Le 24 mai 1942, elle est prolongée jusqu'à la gare de Kehl. Une extension jusqu'à la mairie de Kehl est également envisagée.

Évolution du réseau au centre-ville de 1878 à 1937
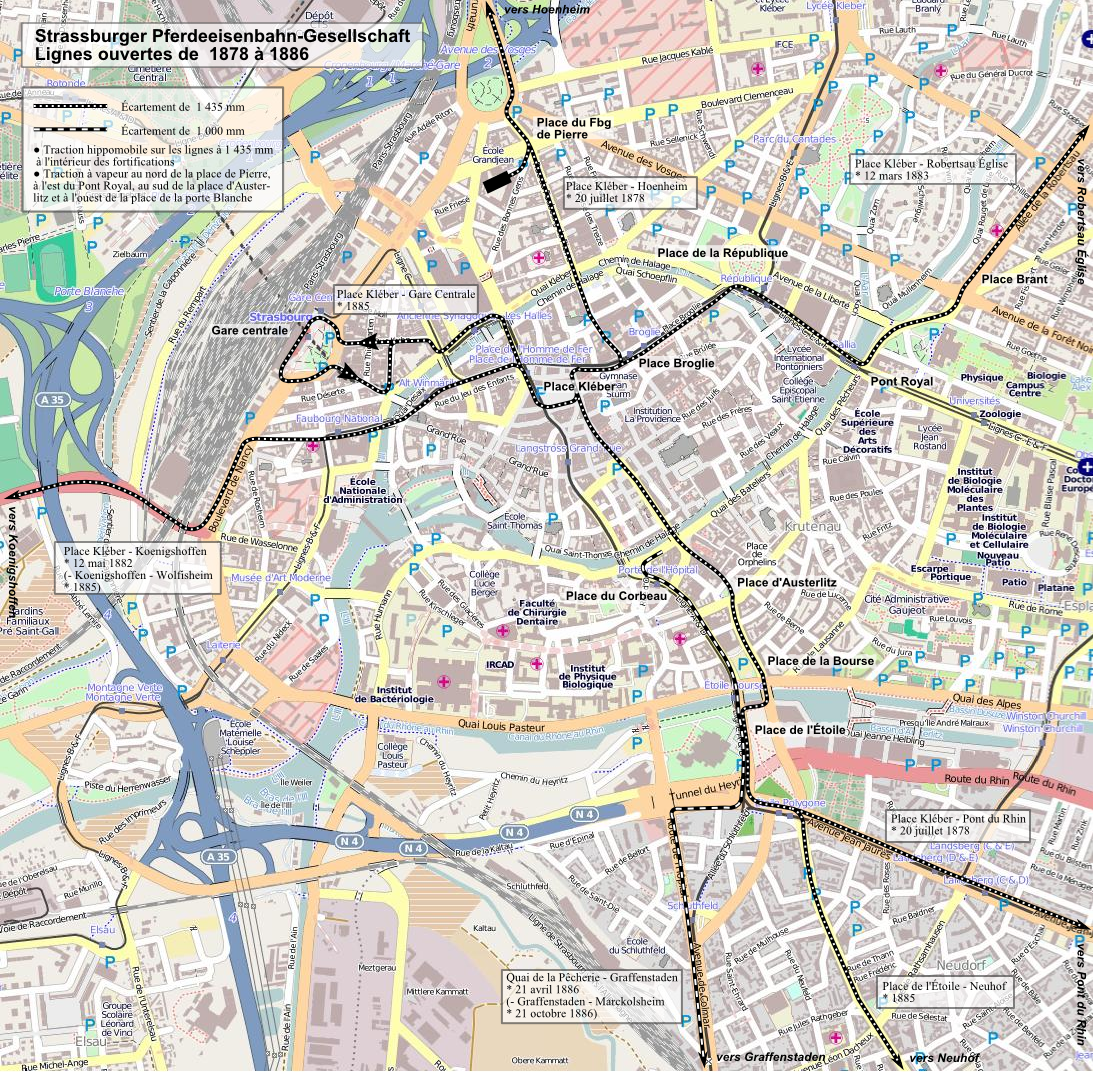
Constitution du réseau primitif à voie normale.
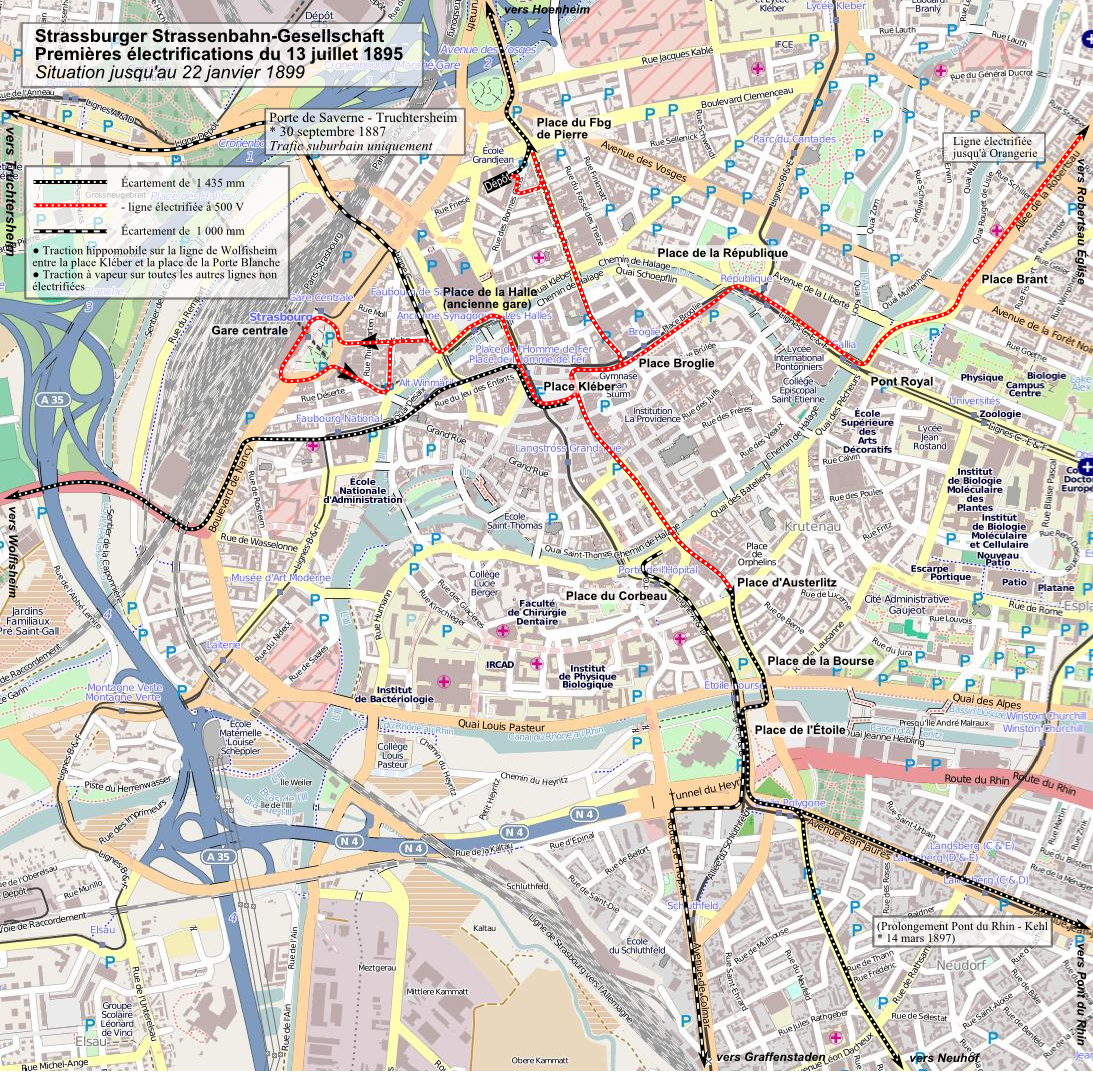
Électrification de deux lignes à voie normale en 1895.
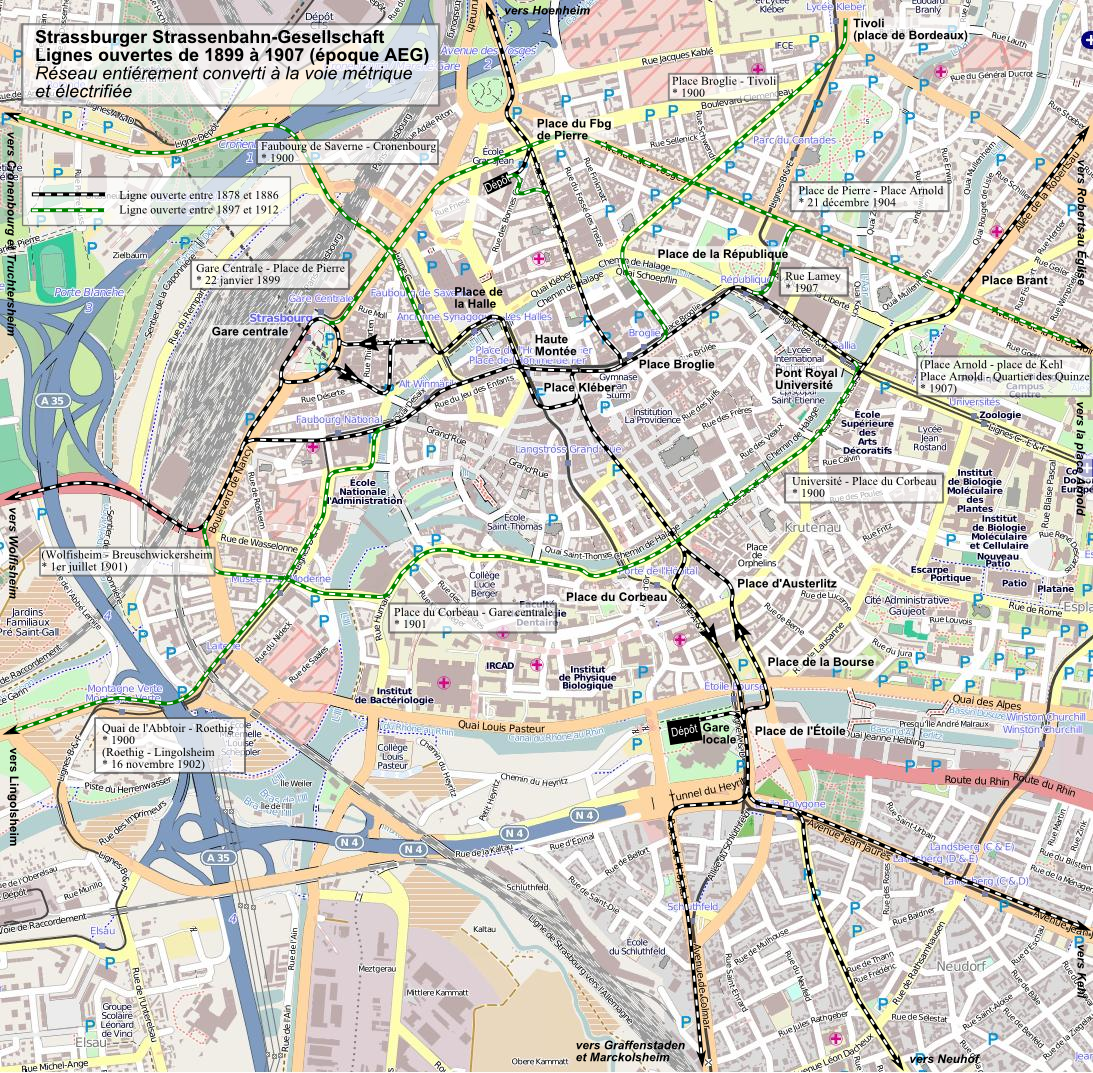
Première phase d'extensions entre 1899 et 1907.
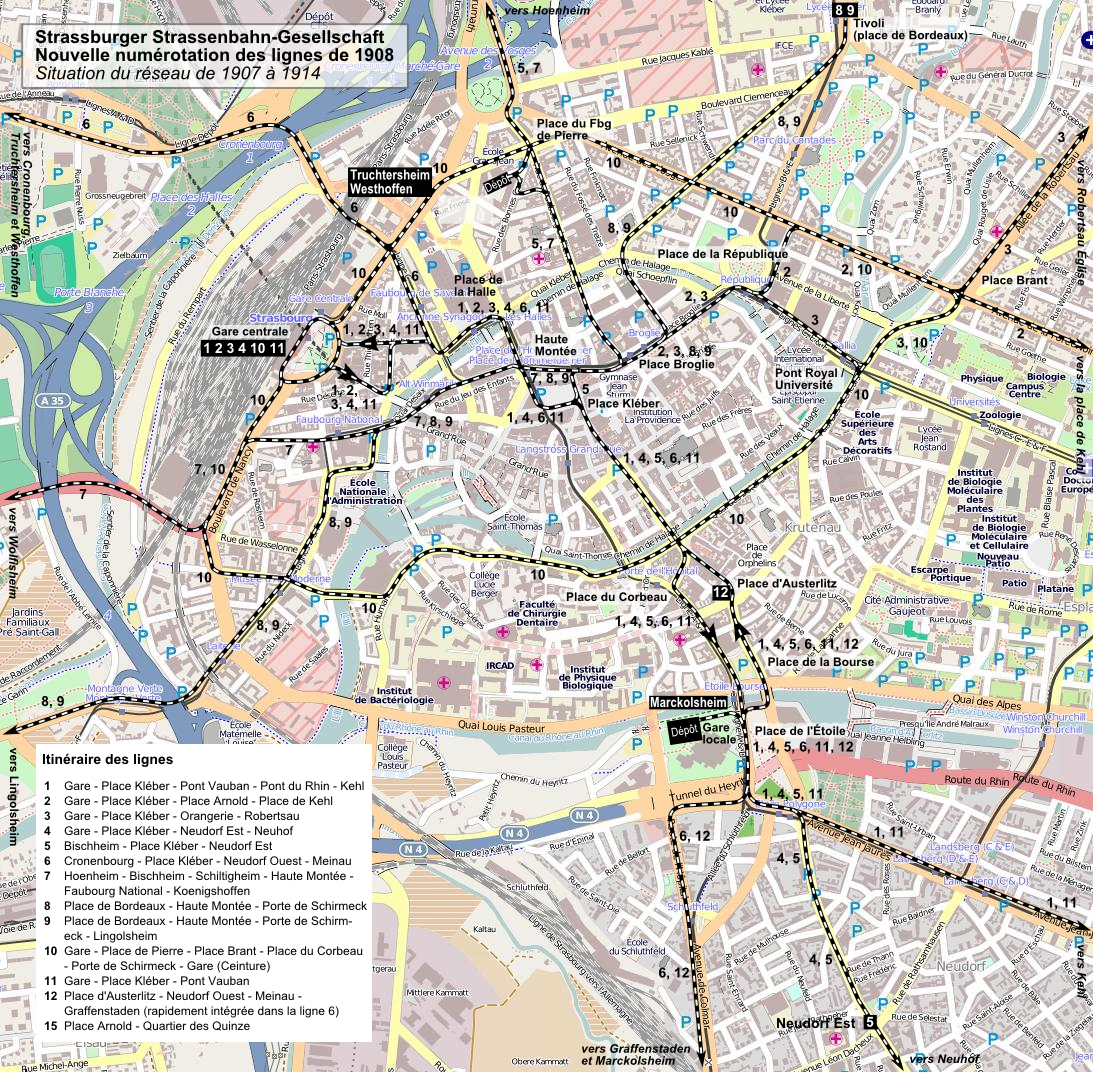
Nouvelle numérotation des lignes en 1908.
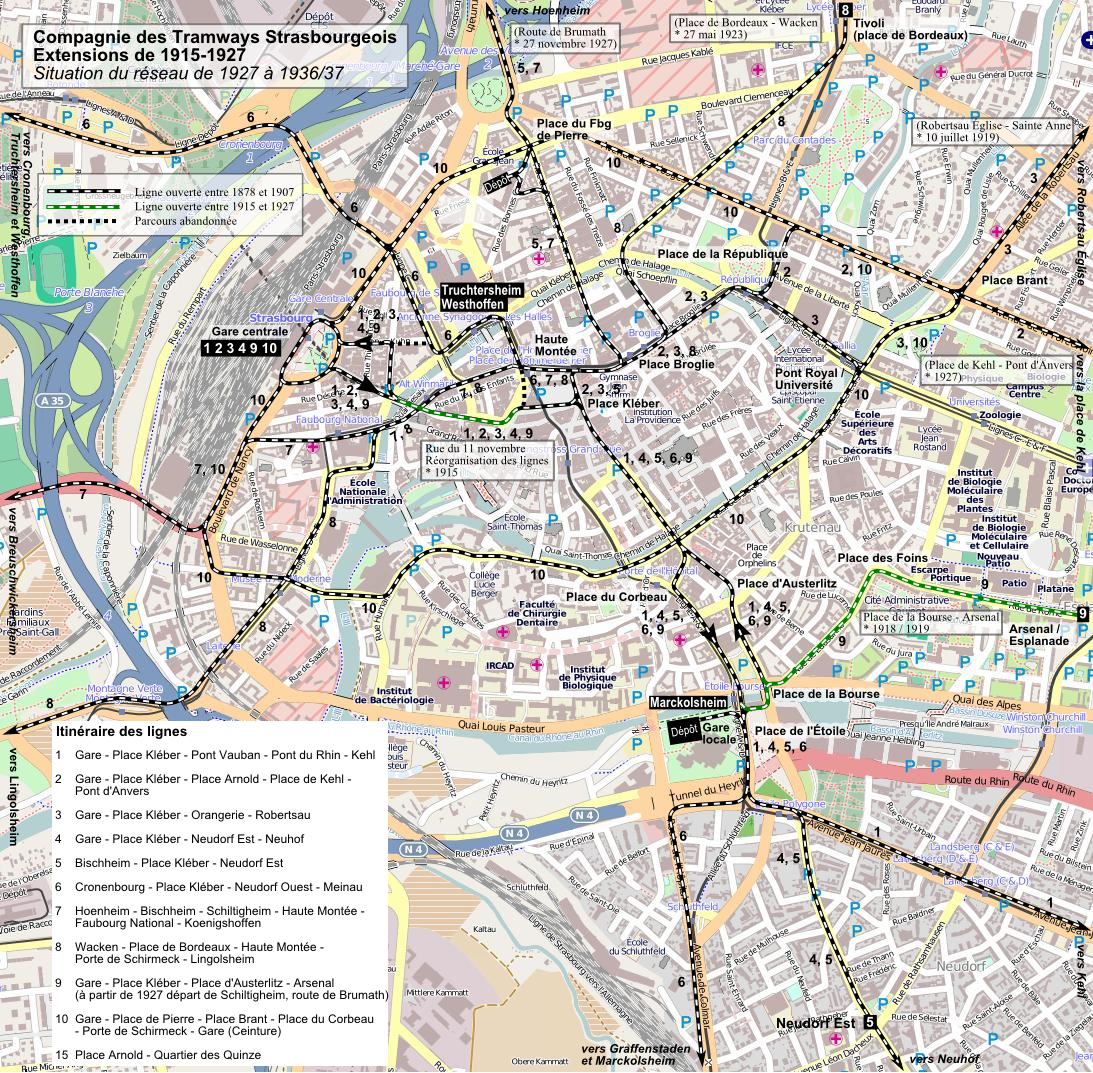
Seconde phase d'extensions entre 1915 et 1927.
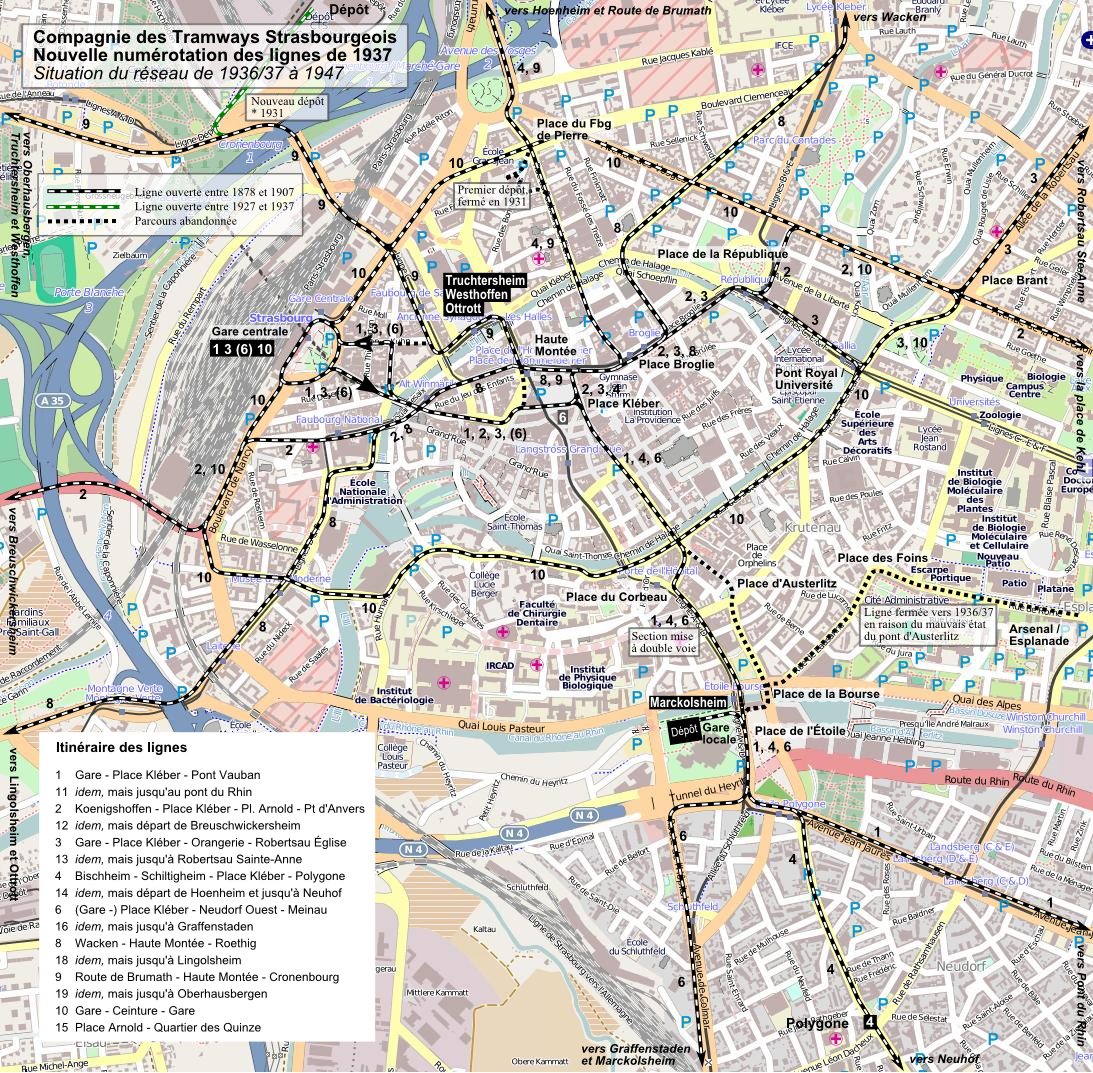
Réorganisation du réseau en 1937 et consolidation.

### Le réseau suburbain

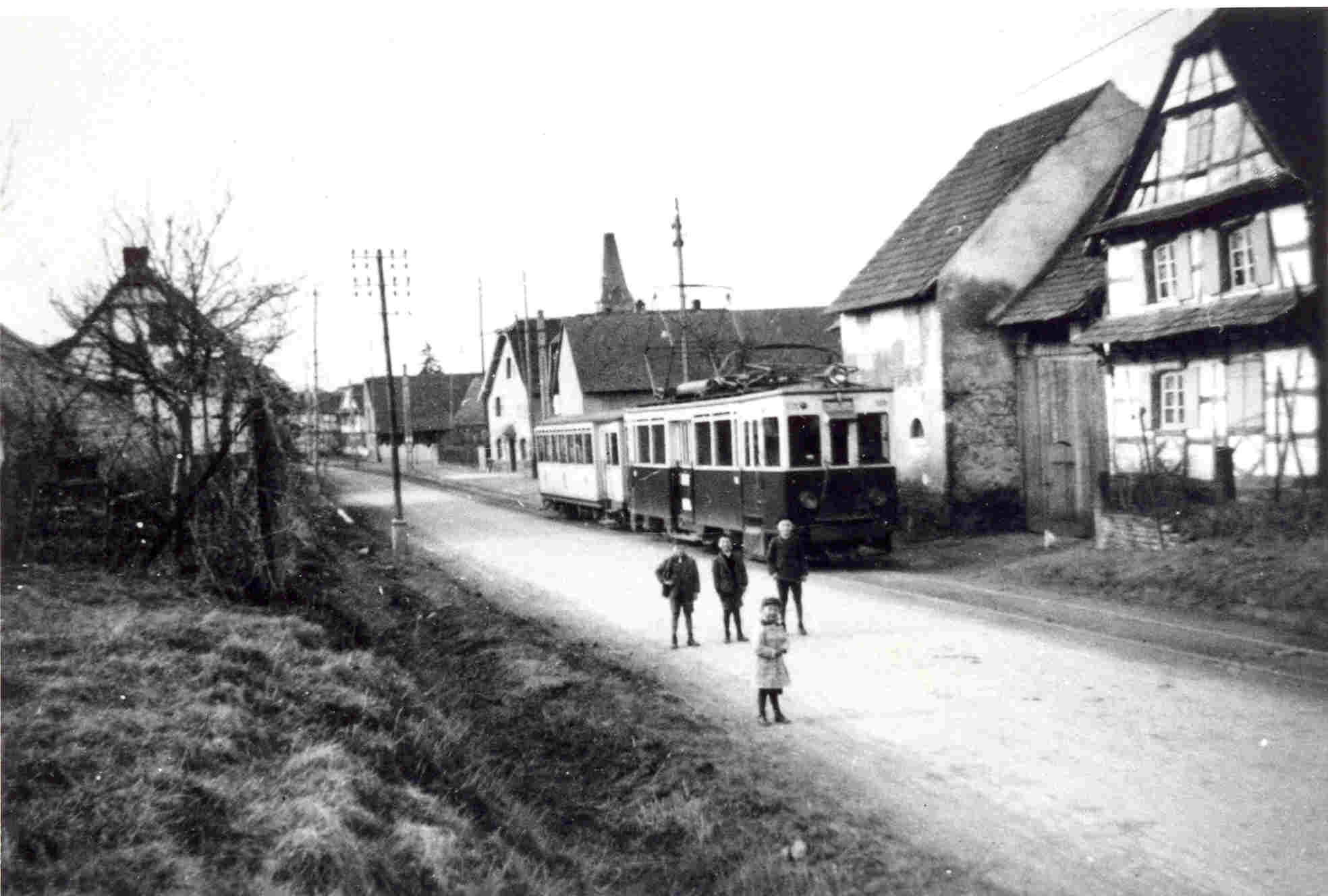
Le tram à Stutzheim.

Le besoin de transport dans les communes rurales des deux rives du Rhin fait naître un vaste réseau complémentaire à voie métrique, dont le maillon initial est la ligne de Graffenstaden ouverte en 1886. Les nouvelles lignes à traction vapeur sont construites en marge du réseau urbain à voie normale. Ainsi, la Compagnie des tramways strasbourgeois constitue, entre 1886 et 1909, un réseau suburbain d'une longueur cumulée de 194 km. Il relie l'agglomération strasbourgeoise aux communes de la région jusqu'au pied des Vosges, à Colmar ainsi qu'au grand-duché de Bade. Presque la moitié de ce réseau se situe de l'autre côté du Rhin.

Carte du réseau suburbain pour la période 1930-1944, extension maximale.

Dans un premier temps, le 6 novembre 1886, la ligne de Graffenstaden est prolongée vers Marckolsheim, à 54 km au sud de Strasbourg. Une correspondance pour Colmar est établie par la ligne à voie métrique de 27 km ouverte un an plus tôt par la « Kaysersberger Thalbahn ». Entre 1907 et 1914, par une suite de lignes à écartement métrique, le réseau de Strasbourg est ainsi relié aux tramways de Colmar et au réseau de Mulhouse, à près de 100 km au sud de Strasbourg. La mise à voie normale de la ligne de Colmar-Sud à Bollwiller met ensuite fin à cette situation.
Simultanément avec la ligne de Marckolsheim, deux embranchements entrent par la suite en service : d'Erstein, route du Rhin, à la gare d'Erstein (5,5 km), et de Boofzheim vers Rhinau (2,5 km). En 1893, de l'autre côté du Rhin, la société berlinoise Vering & Waechter ouvre le « chemin de fer à intérêt local du Rhin à Ettenheimmünster ». L'interconnexion des deux tronçons, initialement prévue, ne sera jamais réalisée en raison de l'échec du projet de la construction d'un pont sur le Rhin. Après la Première Guerre mondiale, le projet est définitivement abandonné alors que le Rhin est devenu la ligne de frontière entre l'Allemagne et la France.
Quant à l'embranchement d'Erstein, il a comme mission de relier la ville à la gare sur la ligne de Strasbourg à Mulhouse et à la ligne interurbaine de Strasbourg. L'embranchement particulier de la sucrerie d'Erstein revêt une importance particulière. Lorsque la Deutsche Eisenbahn-Gesellschaft (DEG) ouvre une ligne à intérêt local entre Erstein-Gare et Ottrott en date du 21 novembre 1907, cette société reprend temporairement l'exploitation de l'embranchement d'Erstein. Mais la nouvelle ligne de 19 km n'est d'emblée pas rentable, car elle ne touche que peu de localités hormis Obernai. De ce fait, elle sera démolie en 1915 sur ordre de la Oberste Heeresleitung afin de pouvoir récupérer les rails et les traverses.
Au nord-ouest de Strasbourg, une liaison de 15 km vers Truchtersheim avait été inaugurée le 1er octobre 1887. Depuis la gare intermédiaire de Dingsheim, une ligne de 21 km est construite vers Westhoffen et mise en service le 1er avril 1908.
Contrairement aux autres lignes interurbaines, elle évite de traverser les centres des communes. Elle obtient une certaine importance comme ligne d'excursions, notamment à l'occasion des vendanges dans les vignobles de Westhofen et Marlenheim.
À partir de 1892, les tramways suburbains avaient également permis de désenclaver la partie du pays de Hanau située sur la rive droite du Rhin, autour de Kehl. D'abord, la ligne de Bühl via Schwarzach fut ouverte le 11 janvier 1892. Le 1er avril 1898, suit une ligne pour Ottenheim (face à Erstein sur l'autre rive du Rhin) via Altenheim, interconnectée avec la ligne du tramway de Lahr/Schwarzwald à destination de la gare de Lahr-Dinglingen. Elle est complétée par un embranchement depuis Altenheim pour Offenbourg le 15 juillet de la même année.
En mai 1901, la Compagnie des tramways strasbourgeois conclut un accord sur une exploitation commune avec le tramway de Lahr. Désormais, existent des trains effectuant le parcours de Kehl jusqu'à Lahr et Seelbach, autre extrémité du réseau du tramway de Lahr, dans la Forêt-Noire. En direction du nord, Rastatt, éloignée de 60 km de Strasbourg, sera atteint depuis Schwarzach le 2 mai 1909.
À Strasbourg, les trains du réseau interurbain partent de trois lieux différents. Les trains en direction de Marckolsheim démarrent de la « gare locale » près de la porte de l'Hôpital et de la place de l'Étoile ; ceux à destination de Westhofen, Truchtersheim et Ottrott (ligne ouverte en 1930, voir ci-dessous) partent de la station « place de Halle » dans la rue de Hausbergen. Du troisième lieu de départ, à Hœnheim, est exploitée la ligne de Breuschwickersheim, comme une ligne urbaine portant l'indice 11 puis 7.
En ce qui concerne les lignes de la rive droite, elles ne sont pas desservies depuis Strasbourg mais depuis Kehl. Depuis la mise à voie métrique du réseau urbain, toutes les lignes interurbaines sont interconnectées entre elles. Cette facilité est utilisée pour le trafic de marchandises, pour les besoins du service et pour l'accès à l'atelier central, rue des Bonnes Gens. Les lignes suburbaines sont exploitées par des locomotives à vapeur, sauf sur les courts embranchements de Rhinau et Erstein où la traction hippomobile se maintient.
Le trafic de marchandises est assez intense. Le transport de betteraves vers la sucrerie d'Erstein prend une importance particulière sur toutes les lignes pendant la campagne betteravière en automne,. Pour le transport de wagons à voie normale, des trucs porteurs sont disponibles sur le réseau à voie métrique. Des possibilités de transbordement vers le réseau ferroviaire à voie normale existent notamment en gare de Neudorf, quartier du sud strasbourgeois ; à Erstein ; à Marlenheim sur la ligne de Westhofen ; ainsi qu'à Kehl, Bühl et Rastatt en ce qui concerne le réseau de la rive droite du Rhin.
Pour l'accès au port rhénan de Kehl, des wagons à voie métrique sont chargés sur des wagons porteurs à voie normale. Cette solution est peu courante, exception faite du transport de matériel vers les ateliers. Jusqu'en 1960, des wagons tombereaux sont utilisés pour évacuer les ordures ménagères de la ville de Strasbourg vers une décharge au sud de Graffenstaden.

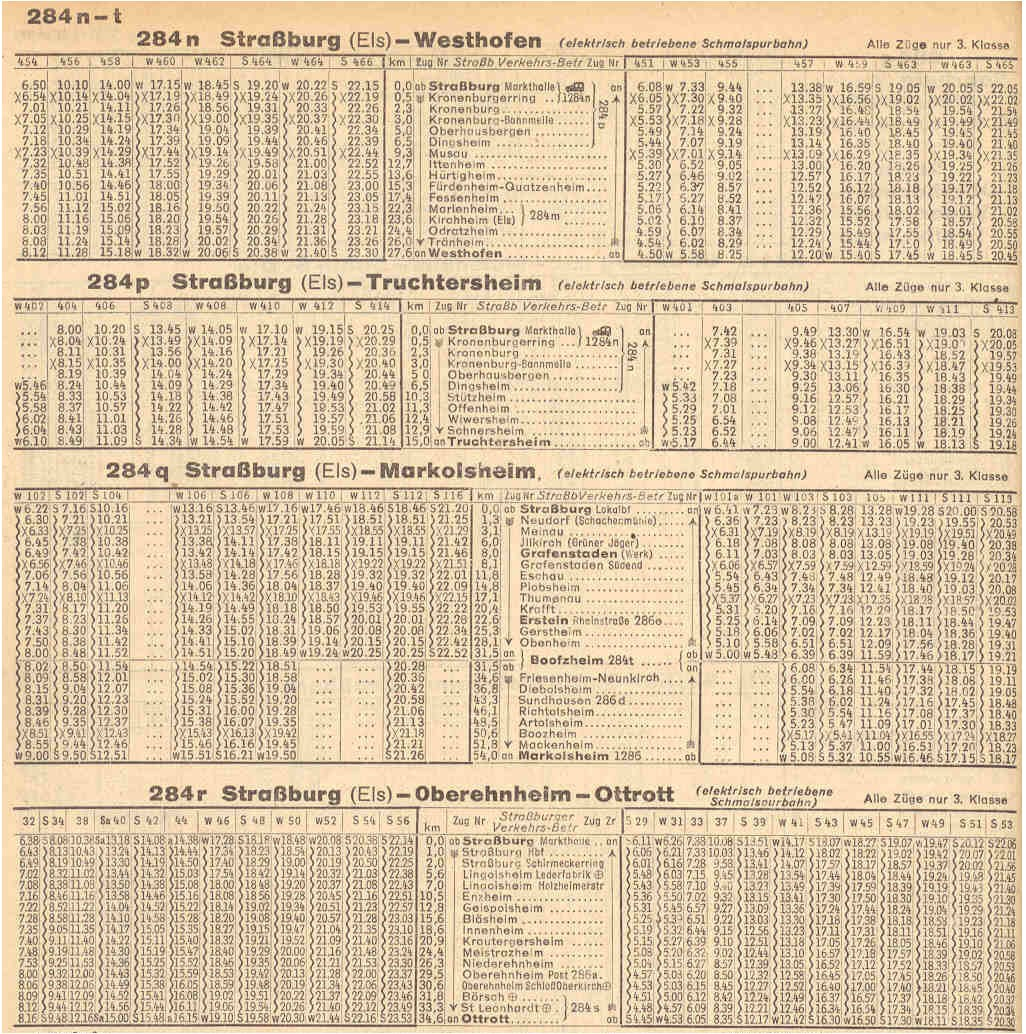
Horaire du réseau suburbain en 1944. Du fait de la guerre, les horaires ont été allongés.

Après la réintégration de Strasbourg dans la France, la liaison avec le réseau de la rive droite du Rhin via le pont de Kehl est interrompue. Le réseau interurbain est scindé en deux parts presque égales : 98,7 km restent la propriété de la CTS, alors que 95,5 km sont cédés à la république de Bade en 1922, après que leur concession avait déjà été retirée à la CTS en 1920 et que l'exploitation avait été provisoirement confiée à la Deutsche Reichsbahn.
Une nouvelle entreprise est ensuite créée en 1923 pour exploiter ces lignes, les « Mittelbadische Eisenbahnen » (MEG). Ce réseau ne sera jamais électrifié, mais bénéficie d'autorails dès les années 1930. Les lignes au sud de Kehl disparaissent en 1959, mais le transport de voyageurs sur les lignes au nord de Kehl se maintient jusqu'en 1966, voire jusqu'en 1970 pour les deux dernières sections.
Pour le transport des marchandises, un dernier tronçon à voie métrique de 6 km est maintenu jusqu'en 1980, entre Schwarzach et Scherzheim. Convertie à la voie normale en 1972 et partiellement retracée, une ligne de 15 km au départ de Bühl reste toutefois en service à l'heure actuelle.
En Alsace, le département du Bas-Rhin soutient la CTS lors de la modernisation du réseau interurbain. Dans un bref délai, l'ensemble de ce réseau est électrifié entre mai 1925 et août 1926. La traction hippomobile sur l'embranchement de Rhinau prend ainsi fin en date du 2 février 1926.
Une ligne nouvelle est même construite à destination d'Ottrott et inaugurée le 16 janvier 1930. Elle se détache du réseau urbain à Lingolsheim et utilise la plate-forme abandonnée de la ligne d'intérêt local DEG entre Meistratzheim et Ottrott, qui avait été fermée en 1914. Pour répondre à la forte demande des pèlerins, une ligne d'autocars en correspondance est mise en service simultanément à destination du mont Sainte-Odile.
L'horaire du réseau suburbain n'est pas très fourni en dépit de la modernisation : quotidiennement, seuls cinq allers-retours sont généralement effectués, hormis sur le tronc commun entre Strasbourg et Dingsheim ainsi que sur la courte ligne d'Erstein, où circulent deux fois plus de trains.

### Le matériel roulant
En 1891, le parc de matériel roulant compte vingt-cinq locomotives et quatre-vingt-dix-neuf voitures à voie normale, ainsi que quinze locomotives et trente-huit voitures à voie métrique. Les tramways à chevaux totalisent une vingtaine de véhicules. L'ensemble du parc à voie normale est remisé au dépôt de la rue des Bonnes-Gens.
En 1908, près de cent-cinquante automotrices à deux essieux et cent-soixante-treize remorques sont affectées au réseau urbain. Environ cent motrices sont issues d'une série unifiée livrée par les établissements Herbrand de Cologne. Elles correspondent à un modèle répandu à l'époque dans nombre de villes. Leurs plates-formes extrêmes, initialement ouvertes, sont vitrées à partir d'avant 1914 afin de mieux protéger les wattmen des intempéries. Vingt-neuf motrices munies de moteurs plus puissants sont livrées en 1908 par les établissements MAN de Nuremberg. Le parc des remorques se caractérise par une grande diversité de types, dont une bonne partie a été construite dans les propres ateliers de la CTS. Pour le transport des excursionnistes vers les forêts près du Rhin le dimanche, quarante-quatre baladeuses sont disponibles. Parmi celles-ci, quarante-et-une baladeuses avaient auparavant été transformées en voitures fermées afin de tenir compte de la croissance du trafic avec la banlieue. L'exploitation du réseau interurbain a recours aux locomotives à vapeur jusqu'en 1925/26. Au total, cinquante-trois machines différentes ont été utilisées par la compagnie, bien que les premières fussent déjà radiées lors de la mise en service des dernières.
Une première série de vingt locomotives avait été livrée en voie normale par la SLM Winterthur. À la suite de l'électrification du réseau urbain, ces machines ont été adaptées à la voie métrique et mutées vers le réseau interurbain. Plus tard, la Elsässische Maschinenbau-Gesellschaft Grafenstaden devient le principal fournisseur, mais quelques machines sont toutefois commandées chez Borsig à Berlin. Plus puissantes que les précédentes, elles permettent d'évincer les locomotives les plus anciennes de la traction des trains réguliers pour les reléguer aux manœuvres et trains de travaux. Les voitures du réseau interurbain sont à deux essieux (à une exception près), fournies tant par De Dietrich que la fabrique de wagons de Rastatt et par les propres ateliers du réseau. Leur nombre atteint les quatre-vingt-quatre en 1914, dont vingt-neuf comportant un compartiment de 2e classe. Dans l'entre-deux-guerres, deux séries de quinze automotrices sont livrées pour le réseau urbain par De Dietrich, en 1931, et Carel et Fouché, en 1937/38. De nombreuses motrices anciennes sont converties en remorques.

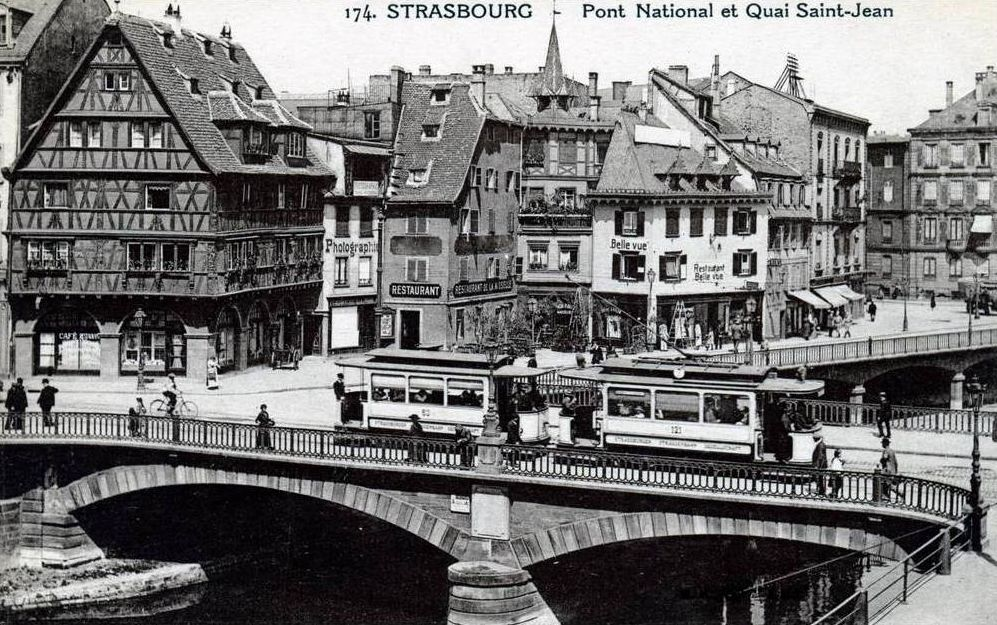
Motrice no 121 avec remorque sur le pont National, anciennes lignes 7 ou 8/9.

Quinze remorques à bogies et accès central sont en outre fournies par la Société Franco-Belge en 1927. Le réseau interurbain ne reçoit pas tout de suite un matériel adéquat après son électrification, hormis les trois fourgons automoteurs n° II à IV. L'exploitation doit se faire par du matériel urbain (no 146-153 de 1914) en attendant la livraison des automotrices no 500-513 et des tracteurs n° VI à VIII, en 1929/31. Après la Seconde Guerre mondiale, la direction de la CTS est favorable à l'acquisition de matériel roulant neuf, mais se heurte au manque de moyens financiers, à l'absence de fournisseurs français et l'interdiction d'exportation en raison de la pénurie de devises.
Entre 1907 et 1947, un tramway postal relie la gare centrale à l’Hôtel des Postes, avenue de la Marseillaise. L'exploitation se fait par trois automotrices qui sont la propriété de l'administration des postes, conduites par des employés des postes. Leur couleur est la même que celle des boîtes aux lettres, changeant plusieurs fois. Sous la gare de Strasbourg-Ville, subsiste un tunnel de l'ancien tramway postal. Sur le réseau interurbain, l'acheminement du courrier se fait par les trains réguliers. Remarquons également l'existence de motrices « arroseuses » destinées à la propreté et au nettoyage du réseau.

### La période de déclin

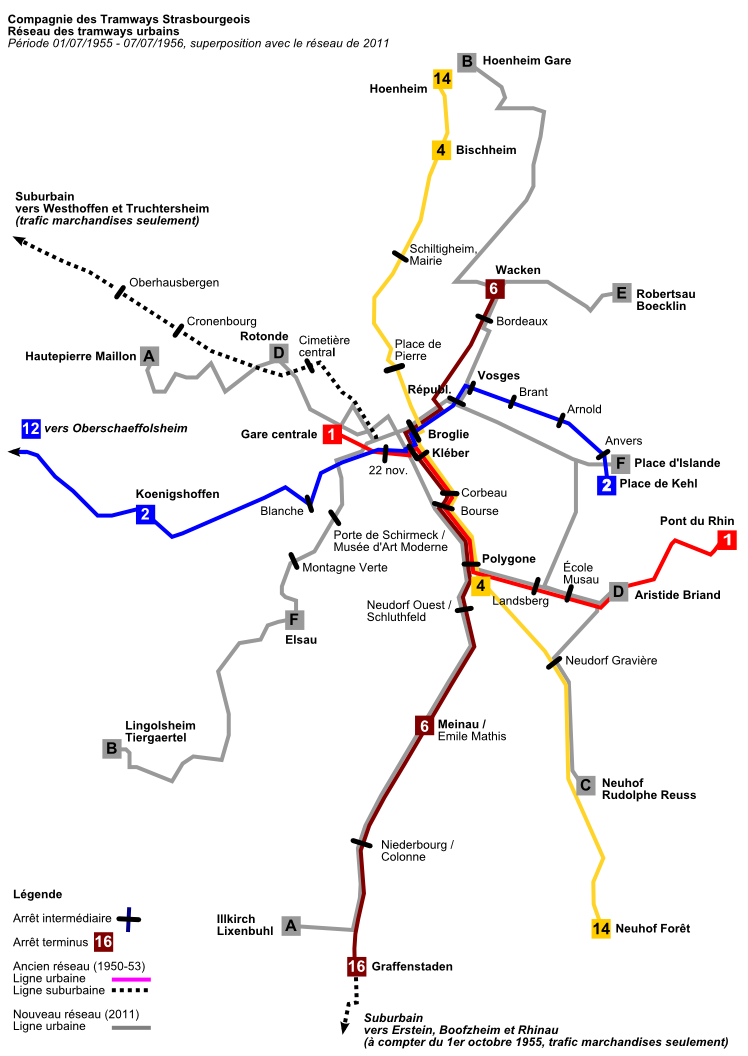
Le réseau urbain en 1955/56.

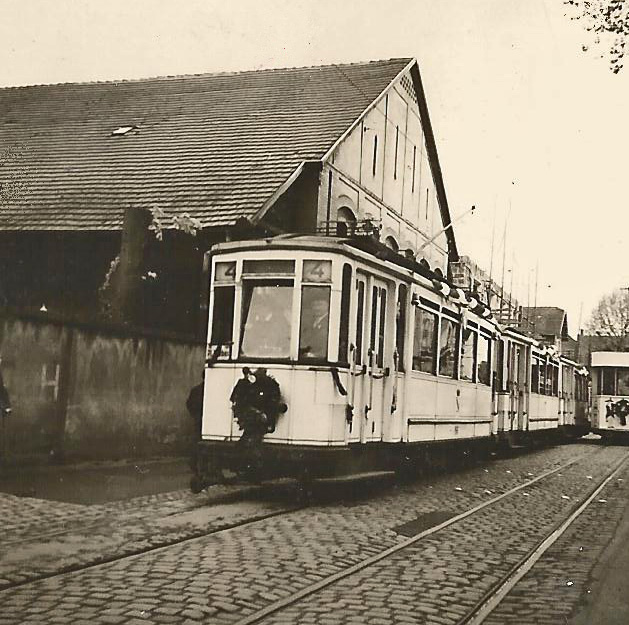
Funérailles du tramway de Strasbourg le 1er mai 1960.

Le nombre de voyageurs du tramway diminue à partir de 1930. Alors que le nombre de voyageurs transporté fut de 46 millions en 1918, avec un parc de 144 automotrices et 173 remorques, seulement 56,6 millions de personnes prennent le tram en 1930. Ce chiffre continue de régresser, et atteint les 33 millions de voyageurs en 1938. Cette perte d'importance est en partie la conséquence de la mise en service de nouvelles lignes d'autobus, mais résulte surtout de la motorisation individuelle croissante. En raison de la surcharge du pont de la Bourse (le pont d'Austerlitz voisin n'étant pas réparé), la section de la ligne 9 à destination de l'Esplanade / Arsenal est fermée après moins de vingt ans de service vers 1937. Cette année marque une nouvelle organisation du réseau avec moins de lignes partant de la gare, et davantage de lignes diamétrales pour rendre l'exploitation plus économique. Sur six lignes, sept sections extrêmes ne sont plus desservies que par un tram sur deux (indices 12, 13, 14, 16, 18, 19). La section rurale de la ligne 12 Koenigshoffen - Breuschwickersheim, en très mauvais état, et la ligne déficitaire de Truchtersheim sont reportées sur la route le 1er octobre. Toutefois, la ligne de Truchtersheim reprend le service dès le 7 août 1938 en raison du mécontentement des usagers pour cause d'autobus inconfortables,. La ligne de Breuschwickersheim sera également réparée jusqu'à Oberschaeffolsheim.

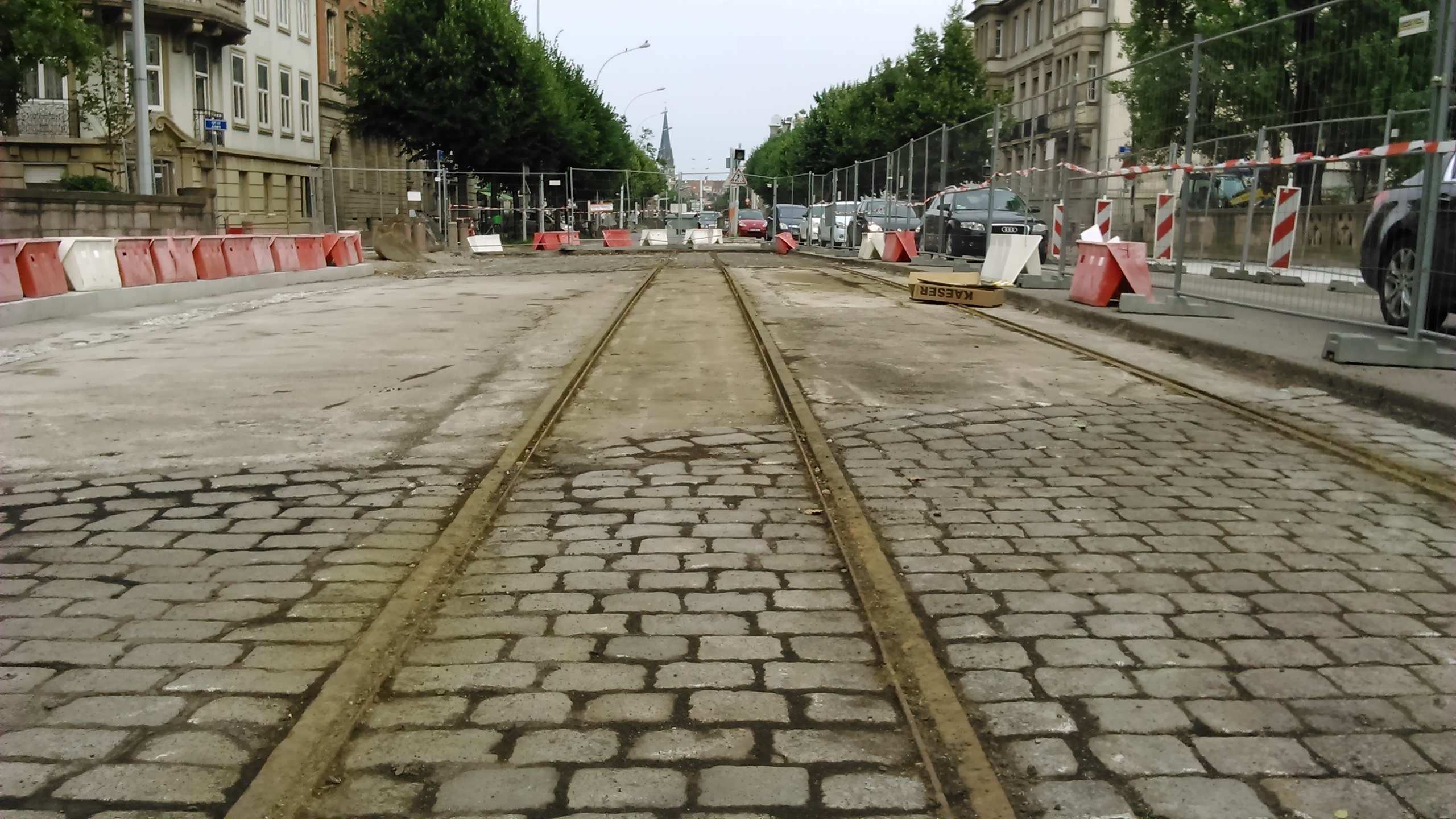
Anciens rails sur le pont des Vosges mis au jour au cours d'un chantier en juillet 2014.

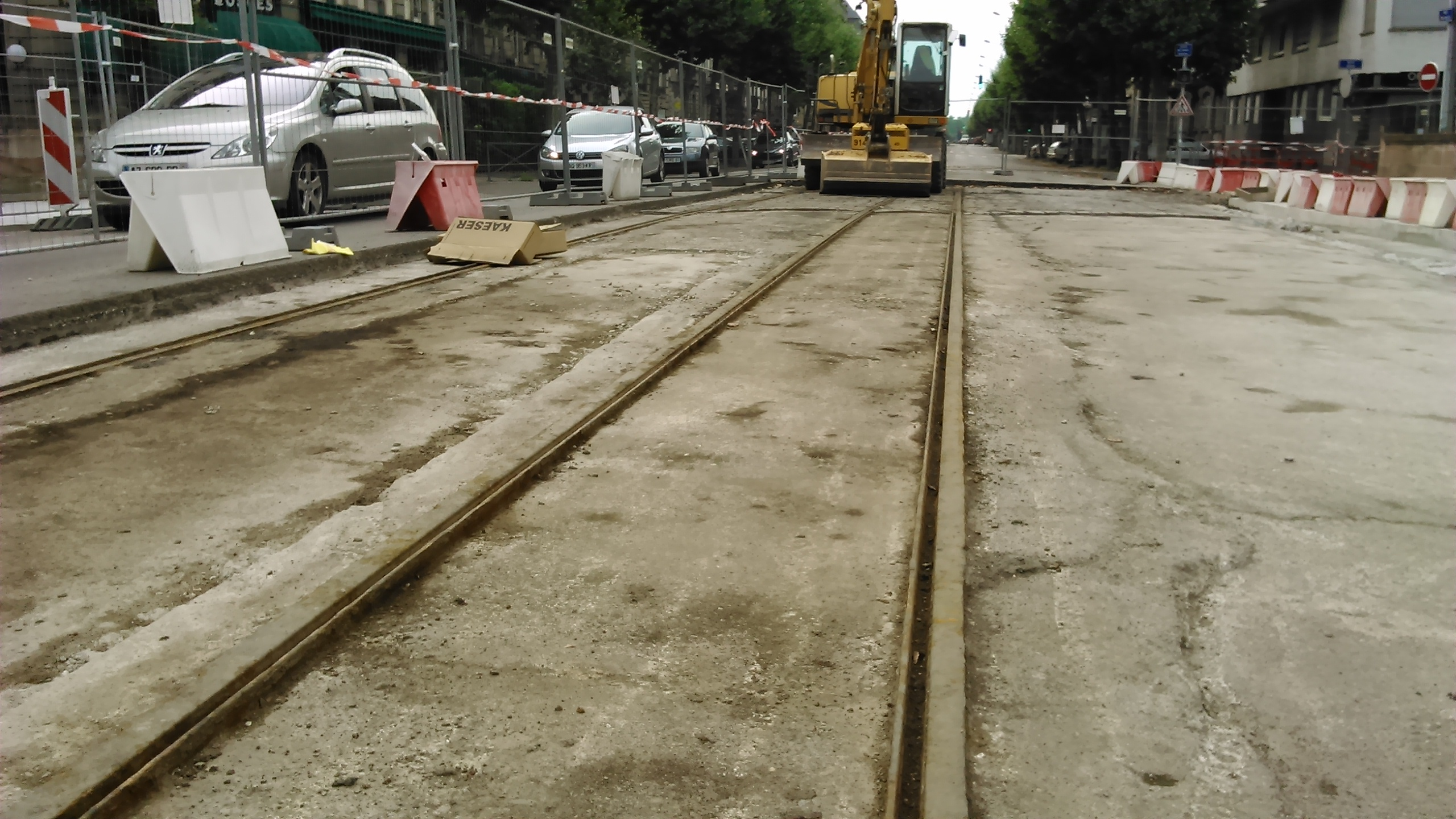
Détails des anciens rails (direction avenue des Vosges).

Le manque de carburants pendant la Seconde Guerre mondiale ne permet pas l'exécution d'un premier plan de la reconversion du réseau ferré à la desserte par autobus. Les bombardements de l'été 1944 causent d'importants dégâts, et entraînent des restrictions de circulation. Le 23 novembre, des tirs d'artillerie endommagent la centrale électrique du Port du Rhin et le trafic cesse complètement sur tout le réseau pour ne reprendre successivement qu'à partir du 18 avril 1945 mais les tramways ne franchissent plus le Rhin. La ligne interurbaine Boofzheim - Marckolsheim souffre particulièrement et n'est jamais remise en service. Après-guerre, la CTS ne dispose pas des moyens nécessaires pour moderniser le réseau et renouveler le matériel roulant. Les dégâts de guerre, le déficit de maintenance pendant la guerre et la circulation automobile croissante entraînent la décision d'un abandon successif du tramway et d'une fermeture totale du réseau.

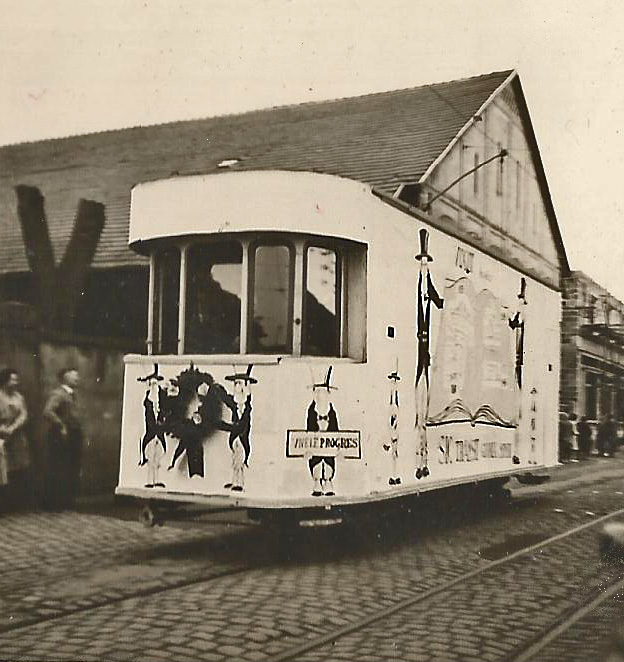
Motrice du dernier convoi de tramway le 1er mai 1960.

Dans un premier temps, le trolleybus apparaît comme le moyen de transport de l'avenir. La courte ligne 15 puis la ceinture sud, soit la moitié de la ligne 10, sont donc remplacées par le trolleybus en 1947. La ceinture nord suit le 13 mai 1950. Jusqu'au 15 décembre 1953, le réseau urbain reste ensuite stable, mais l'interurbain voit la fermeture au trafic voyageurs des lignes de Westhoffen et Truchtersheim, respectivement le 19 août 1953 et le 4 octobre 1953. Entretemps, les fabricants sont en mesure de proposer des autobus plus confortables, et la CTS ne songe déjà plus à créer de nouvelles lignes de trolleybus. Les fermetures de lignes urbaines pour remplacement par autobus se succèdent : la ligne 3/13 est d'abord concernée le 15 décembre 1953, et en mars 1954, c'est le tour de la ligne 9/19. En 1955, trois autres lignes sont fermées : la ligne interurbaine d'Ottrott le 31 mars, au bout de seulement vingt-cinq ans d'exploitation ; la section place Kléber - Lingolsheim de la ligne 8/18 le 1er juillet ; et la ligne suburbaine de Boofzheim le 1er octobre. La section nord de la ligne 8 est maintenue et fusionnée avec la ligne 6/16, qui de ce fait ne dessert plus la gare. Cette dernière ne conserve que la ligne 1. Du côté français, c'est la fin du trafic de voyageurs sur l'interurbain. Les lignes de Westhoffen, Truchtersheim et Rhinau sont encore utilisées pour les campagnes betteravières de 1955 et 1956. En 1957, la ligne d'Erstein est confiée à la sucrerie qui l'exploite jusqu'en 1960.
Le nombre de lignes urbaines est provisoirement de quatre de juillet 1955 à juillet 1956. La ligne 2/12 disparaît le 7 juillet de cette année, et la ligne 1 le 4 avril 1957. Les deux dernières lignes sont les plus chargées du réseau, mais si elles obtiennent encore un sursis de trois ans, c'est uniquement parce que le nouveau dépôt des autobus à Neudorf (au bout de l'avenue Aristide Briand) n'est pas encore achevé. La ligne 6/16 est supprimée le 1er janvier 1960, et la ligne 4/14 Hœnheim - Neuhof Forêt est donc l'ultime ligne à fonctionner, jusqu'au 30 avril 1960. Le lendemain, un cortège de matériel sur les 12 km de ligne mobilise environ cent mille spectateurs et démontre l'attachement de la population au tramway. Le trolleybus est abandonné bientôt après, le 31 mars 1962 ; la première ligne ouverte avant-guerre étant déjà fermée le 1er juillet 1955. L'autobus est désormais le seul moyen de transport public à Strasbourg.